# Lobos UPNFM
 Lobos UPNFM is een Hondurese voetbalclub uit de hoofdstad Tegucigalpa.

## Geschiedenis
De club werd opgericht in 2010 met het oog op een succesvol academisch team te vormen. Vele spelers werden geleend van stadsrivalen Olimpia en Motagua. In 2017 slaagde de club erin te promoveren naar de hoogste klasse.